# Blues & Rock
Blues & Rock – pierwszy solowy album studyjny Wojciecha Skowrońskiego z 1973 roku, wydany przez wytwórnię płytową Polskie Nagrania „Muza”. Sesje nagraniowe miały miejsce w styczniu 1973 i brał w nich udział zespół pianisty Blues & Rock oraz trio wokalne Rock & Blues. Początkowo album miał być rejestracją koncertową – tak jak debiutancka EP-ka formacji, która została nagrana podczas festiwalu Jazz Jamboree, ostatecznie jednak zdecydowano się na nagranie studyjne.

Ciekawostką jest, że latem 1972, Maciej Dobrzyński umówił sesję nagraniową w Polskich Nagraniach. Skowroński dążył do zarejestrowania koncertowego materiału na pierwszy longplay, dlatego ustalone zostało, że sesja odbędzie się z udziałem publiczności w sali koncertowej Filharmonii Narodowej w Warszawie!!! Skowroński, dobrą zabawę miał we krwi. Wciągał do niej nawet najbardziej oporną publiczność, która zawsze reagowała na jego „sceniczne zaczepki”. Po przybyciu do Filharmonii okazało się jednak, że nie wyrażono zgody na udział publiczności podczas nagrania. Decyzja ta bardzo negatywnie wpłynęła na atmosferę w zespole, a Skowroński po odsłuchaniu pierwszego nagrania, podziękował za dalsza współpracę i przerwał sesję. Powodem tego, była fatalna jakość brzmieniowa materiału i rozczarowanie vbrakiem gwarantowanej publiczności. Prawdopodobnie była to pierwsza taka sytuacja w historii Polskich Nagrań, kiedy to artysta przerwał rejestrację, spakował swój sprzęt i opuścił miejsce nagrań. Wydawało się, że po tak wielkiej awanturze, Skowroński zostanie dyscyplinarnie wyłączony z dalszej działalności estradowej. Jednak po sześciu miesiącach manager Maciej Dobrzyński spróbował ponownie, osiągając sukces. W styczniu 1973 roku w studiu Polskich Nagrań przy ul. Długiej, Blues & Rock zarejestrował osiem utworów na pierwszy LP Blues & Rock (Muza SXL 0799).

Pianista hołdował muzyce energetycznej i żywiołowej, łącząc w niej elementy, takie jak: jazzowa swoboda wykonawcza, bluesowy feeling i żarliwość muzyki gospel. Według jego interpretacji, jak sam tłumaczył: Najważniejszy jest rytm, później melodia, a na dalszym planie słowa. I taka koncepcja, słyszalna jest już w rozbudowanym utworze tytułowym, otwierającym płytę Skowrońskiego, gdzie wybijany perkusyjnie – fortepianowy riff, stanowi podstawę rytmiczną dla rozciągniętych w czasie popisów wokalnych i pianistycznych lidera formacji „Blues & Rock”, splecionych z krótką piosenką, która stanowi z kolei wstęp także do improwizacji zespołowych. W podobnej konwencji utrzymana jest Inwokacja wędrownego szklarza, która zawiera m.in. perkusyjna solówkę Przemysława Lisieckiego.
Na krążku znajduje się też kilka krótkich, piosenkowych form. Jest to m.in. przejmujący blues Człowiek bez swojej gwiazdy (w dużej mierze eksponujący możliwości wokalne żeńskiego tria wokalnego „Rock & Blues”), przebój Kominiarz Johnny (wykonywało go także Bractwo Kurkowe 1791) czy kompozycja Andrzeja Korzyńskiego do słów Jerzego Millera pt. Gdybyś miał dwa życia.
W 1973 roku materiał z tej płyty ukazał się także na kasecie magnetofonowej (Muza CK-025) (nalepka na tym nośniku ma kilka wersji kolorystycznych). W 2000 roku album miał swą pierwszą reedycję i ukazał się nakładem wydawnictwa Yesterday na płycie kompaktowej w serii Dwa albumy na jednym kompakcie (numer kat.: 8309885262) wraz z drugim albumem studyjnym Skowrońskiego pt. Wojciech Skowroński (1976).
30 czerwca 2023 roku zaś, Blues & Rock wydano nakładem Polskich Nagrań (Warner Music Poland – 50541 9 76883 7 9), jako osobne wydawnictwo – wzbogacone o dwa utwory z koncertowej EP-ki z 1972 roku (No Sense In Worrying z rep. Otisa Spanna i Precious, Precious (Paraphrase) z rep. Isaaca Hayesa) zarejestrowanej podczas Jazz Jamboree.

## Lista utworów[2][5]
Strona A
1. „Blues and rock” (muz. Wojciech Skowroński – sł. Piotr Moszyński) – 9:13
2. „Kominiarz Johnny” (muz. Marek Sewen – sł. Tadeusz Rzymski, właśc. Sławomir Pietrzykowski) – 3.43
3. „Człowiek bez swojej gwiazdy” (muz. Wojciech Skowroński – sł. Marek Dutkiewicz) – 3:51
4. „Rock and Rolla każdy zna” (muz. Wojciech Skowroński – sł. Tadeusz Rzymski, właśc. Sławomir Pietrzykowski) – 2:11

Strona B
1. Gdybyś miał dwa życia (muz. Andrzej Korzyński – sł. Jerzy Miller) – 4:42
2. Inwokacja wędrownego szklarza (muz. Wojciech Skowroński – sł. Janusz Odrowąż) – 8:42
3. Równy był gość (muz. W. Skowroński – sł. Zbigniew Stawecki) – 3:28
4. Ludzie, coś mi tutaj nie gra (muz. W. Skowroński – sł. Błażej Perkun) – 2:50

## Skład zespołu Blues & Rock[2]
- Wojciech Skowroński – śpiew, fortepian
- Andrzej Iskra – gitara basowa
- Przemysław Lisiecki – perkusja
- Maciej Winiewicz – instrumenty perkusyjne, harmonijka ustna
- Maciej Dobrzyński – instrumenty perkusyjne, menadżer

## Skład tria wokalnego Rock & Blues[2]
- Krystyna Stolarska – śpiew wspierający
- Ewa Góra (wł. E. Górzanka) – śpiew wspierający
- Halina Zielińska – śpiew wspierający

## Gościnnie[2]
- Krzysztof Sadowski – organy Hammonda (B2)

## Personel techniczny[2]
- Wojciech Piętowski – reżyser nagrania
- Halina Jastrzębska-Marciszewska – operator dźwięku

## Opracowanie[2]
- Marek Karewicz, M. Kotowski – zdjęcia
- Janusz Nowacki – przednie zdjęcie na okładce
- Roman Waschko – tekst na okładce[1]